# ケフィソドトス (将軍)
ケフィソドトス（希：Κηφισόδοτος、ラテン文字転記：Cephisodotos、紀元前4世紀、生没年不明）は紀元前4世紀アテナイの政治家・弁論家・将軍である。
紀元前371年にケフィソドトスはスパルタとの和平について交渉するためにカリアス、アウトクレス、デモストラトス、アリストクレス、メラノポス、リュカイトスと共に使節としてスパルタに送られた。その後、エパメイノンダス率いるテバイの伸張を受け、紀元前369年にスパルタの使節がアテナイとの同盟を締結するために来た時、陸軍はスパルタが、海軍はアテナイが指揮権を振るうべきだとアテナイの民会は提案した。しかし、この時ケフィソドトスは、アテナイが陸軍を送る時にはスパルタがアテナイの市民兵を指揮することになるが、逆の場合にはスパルタは海兵としてヘロットや傭兵を送り、このためにアテナイ人は市民より身分の低い者たちの指揮をすることになり、公平ではないと言ってそれに反対した。これを受け、民会は両軍は五日毎に交代で指揮をとることに決めた。紀元前359年、ケフィソドトスは自身の友人でもあった傭兵隊長カリデモスと協力してケルソネソスを制圧するためにヘレスポントスへと艦隊と共に送られた。しかし、カリデモスは海賊と共謀してアテナイ軍に攻撃を仕掛け、ケフィソドトスは退去と不利な協定を強いられた。このため、彼は将軍職の解任と5タラントンの罰金を科された。紀元前355年、ケフィソドトスはアリストフォンその他と共にレプティネスの提議した公共奉仕負担免除を廃止する法律を弁護した。また、この時この法案に反対したデモステネスによって優れた弁論の才があると評された。

## 註
1. ↑  クセノポン, VI. 3. 2
2. ↑  クセノポン, VII. 1. 12-14
3. ↑  デモステネス, 「アリストクラテス弾劾」, 163
4. ↑  デモステネス, 167
5. ↑  デモステネス, 「レプティネスへの抗弁」, 146, 150